# Tessa Worley
Tessa Worley (Annemasse, 4 ottobre 1989) è un'ex sciatrice alpina francese specialista dello slalom gigante, campionessa mondiale della specialità a Schladming 2013 e a Sankt Moritz 2017 e vincitrice di due Coppe del Mondo di slalom gigante.

## Biografia

### Stagioni 2005-2008
Figlia di madre francese e padre australiano e residente ad Albertville, in Coppa Europa Tessa Worley ha esordito l'11 gennaio 2005 a Megève in supergigante (31ª) e ha conquistato il primo podio il 18 febbraio 2008 a Soldeu in slalom gigante (3ª); ai successivi Mondiali juniores di Formigal 2008 ha vinto la medaglia di bronzo nella medesima specialità, preceduta di pochi decimi da Anna Fenninger e Viktoria Rebensburg.
L'esordio in Coppa del Mondo è avvenuto il 4 febbraio 2006 in occasione dello slalom gigante di Ofterschwang, nel quale si è piazzata 29ª; il 27 ottobre 2007 è arrivata 5ª, sempre in slalom gigante, sulle nevi di Sölden: un piazzamento significativo sia perché ottenuto a diciotto anni, sia perché la Worley partiva col pettorale n. 46.

### Stagioni 2009-2017
Il 29 novembre 2008 nello slalom gigante di Aspen ha conquistato la prima vittoria in Coppa del Mondo, nonché primo podio, grazie soprattutto a un'ottima seconda manche che le ha permesso di recuperare otto posizioni (era infatti 9ª dopo la prima frazione di gara); nella stessa stagione ai Mondiali di Val-d'Isère 2009, sua prima presenza iridata, sempre in slalom gigante è stata 7º. Ha esordito ai Giochi olimpici invernali a Vancouver 2010, classificandosi 16ª nello slalom gigante; l'anno dopo ai Mondiali di Garmisch-Partenkirchen 2011 ha vinto la medaglia d'oro nella gara a squadre e quella di bronzo nello slalom gigante e in quella stagione 2010-2011 è stata 2ª nella classifica della Coppa del Mondo di slalom gigante, superata dalla vincitrice Rebensburg di 77 punti, mentre nella successiva stagione 2011-2012 si è piazzata 3ª.

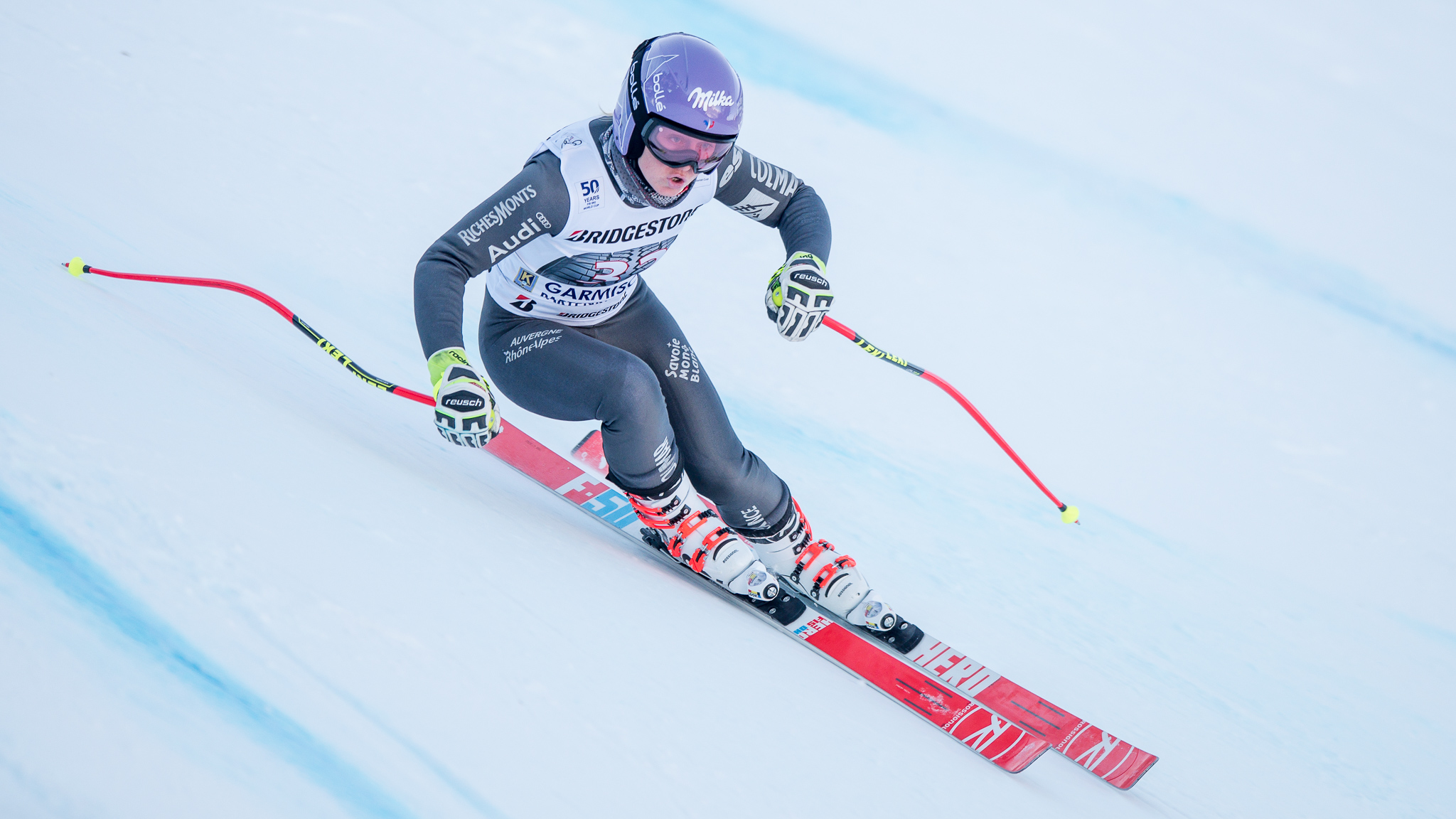
Tessa Worley in gara a Garmisch-Partenkirchen nel 2017

Ai Mondiali di Schladming 2013 ha vinto il titolo iridato nello slalom gigante e si è classificata 27ª nel supergigante; il 17 dicembre dello stesso anno, cadendo nello slalom speciale di Courchevel, si è infortunata gravemente ai legamenti crociati. Ai Mondiali di Vail/Beaver Creek 2015 è stata 24ª nel supergigante e 13ª nello slalom gigante, mentre a quelli di Sankt Moritz 2017 ha nuovamente vinto la medaglia d'oro nello slalom gigante e nella gara a squadre e si è classificata 8ª nel supergigante; in quella stessa stagione 2016-2017 ha vinto la Coppa del Mondo di slalom gigante, sopravanzando Mikaela Shiffrin di 85 punti.

### Stagioni 2018-2021
Ai XXIII Giochi olimpici invernali di Pyeongchang 2018 si è classificata 28ª nel supergigante, 7ª nello slalom gigante e 4ª nella gara a squadre; in quella stagione 2017-2018 è stata 2ª nella classifica della Coppa del Mondo di slalom gigante, superata dalla vincitrice Rebensburg di 92 punti. Ai Mondiali di Åre 2019 è stata 16ª nel supergigante, 6ª nello slalom gigante e 5ª nella gara a squadre e in quella stagione 2018-2019 si è piazzata 3ª nella Coppa del Mondo di slalom gigante.
L'11 dicembre 2019 ha ottenuto a Sankt Moritz in slalom gigante l'unica vittoria, nonché ultimo podio, in Coppa Europa. Ai successivi Mondiali di Cortina d'Ampezzo 2021 ha ottenuto la medaglia di bronzo nello slalom parallelo vinto ex aequo dall'italiana Marta Bassino e dall'austriaca Katharina Liensberger e si è piazzata 7ª nello slalom gigante e 13ª nel supergigante; anche in quella stagione 2020-2021 è stata 3ª nella Coppa del Mondo di slalom gigante.

### Stagioni 2022-2023
Ai XXIV Giochi olimpici invernali di Pechino 2022, sua ultima presenza olimpica, è stata 19ª nel supergigante, 5ª nella gara a squadre e non ha completato lo slalom gigante; in quella stagione 2021-2022 ha vinto per la seconda volta la Coppa del Mondo di slalom gigante, sopravanzando Sara Hector di 27 punti, ottenendo tra l'altro in quella specialità l'ultima vittoria nel circuito (nonché ultimo dei suoi 36 podi), il 6 marzo a Lenzerheide.
Ai Mondiali di Courchevel/Méribel 2023, sua ultima presenza iridata, si è classificata 9ª nel supergigante e non ha completato lo slalom gigante e la combinata. Si è ritirata al termine di quella stessa stagione 2022-2023: la sua ultima gara in Coppa del Mondo è stata lo slalom gigante di Soldeu del 19 marzo (11ª) e la sua ultima gara in carriera è stata uno slalom gigante FIS disputato il 5 aprile a Les Menuires.

## Palmarès

### Mondiali
- 6 medaglie:
  - 4 ori (gara a squadre a Garmisch-Partenkirchen 2011; slalom gigante a Schladming 2013; slalom gigante, gara a squadre a Sankt Moritz 2017)
  - 2 bronzi (slalom gigante a Garmisch-Partenkirchen 2011; slalom gigante parallelo a Cortina d'Ampezzo 2021)

### Mondiali juniores
- 1 medaglia:
  - 1 bronzo (slalom gigante a Formigal 2008)

### Coppa del Mondo
- Miglior piazzamento in classifica generale: 6ª nel 2017
- Vincitrice della Coppa del Mondo di slalom gigante nel 2017 e nel 2022
- 36 podi (tutti in slalom gigante):
  - 16 vittorie
  - 10 secondi posti
  - 10 terzi posti

#### Coppa del Mondo - vittorie
| Data             | Località        | Paese       | Specialità |
| ---------------- | --------------- | ----------- | ---------- |
| 29 novembre 2008 | Aspen           | Stati Uniti | GS         |
| 12 dicembre 2009 | Åre             | Svezia      | GS         |
| 27 novembre 2010 | Aspen           | Stati Uniti | GS         |
| 12 dicembre 2010 | Sankt Moritz    | Svizzera    | GS         |
| 28 dicembre 2010 | Semmering       | Austria     | GS         |
| 21 gennaio 2012  | Kranjska Gora   | Slovenia    | GS         |
| 12 febbraio 2012 | Soldeu          | Andorra     | GS         |
| 15 dicembre 2013 | Sankt Moritz    | Svizzera    | GS         |
| 26 novembre 2016 | Killington      | Stati Uniti | GS         |
| 10 dicembre 2016 | Sestriere       | Italia      | GS         |
| 7 gennaio 2017   | Maribor         | Slovenia    | GS         |
| 27 gennaio 2018  | Lenzerheide     | Svizzera    | GS         |
| 27 ottobre 2018  | Sölden          | Austria     | GS         |
| 26 gennaio 2021  | Plan de Corones | Italia      | GS         |
| 28 dicembre 2021 | Lienz           | Austria     | GS         |
| 6 marzo 2022     | Lenzerheide     | Svizzera    | GS         |

Legenda:

GS = slalom gigante

#### Coppa del Mondo - gare a squadre
- 1 podio:
  - 1 secondo posto

### Coppa Europa
- Miglior piazzamento in classifica generale: 37ª nel 2020
- 4 podi (2 in supergigante, 2 in slalom gigante)
  - 1 vittoria (in supergigante)
  - 1 secondo posto (in supergigante)
  - 2 terzi posti (in slalom gigante)

#### Coppa Europa - vittorie
| Data             | Località     | Paese    | Specialità |
| ---------------- | ------------ | -------- | ---------- |
| 11 dicembre 2019 | Sankt Moritz | Svizzera | SG         |

Legenda:

SG = supergigante

### Nor-Am Cup
- Miglior piazzamento in classifica generale: 49ª nel 2008
- 1 podio:
  - 1 secondo posto

### South American Cup
- Miglior piazzamento in classifica generale: 22ª nel 2008
- 2 podi:
  - 1 vittoria
  - 1 terzo posto

#### South American Cup - vittorie
| Data             | Località    | Paese | Specialità |
| ---------------- | ----------- | ----- | ---------- |
| 2 settembre 2007 | El Colorado | Cile  | GS         |

Legenda:

GS = slalom gigante

### Campionati francesi
- 25 medaglie:
  - 11 ori (slalom gigante nel 2008; slalom gigante nel 2009; slalom gigante nel 2011; slalom gigante nel 2015; supergigante, slalom gigante nel 2017; supergigante, slalom gigante nel 2018; slalom gigante nel 2019; slalom gigante nel 2022; supergigante nel 2023)
  - 5 argenti (slalom speciale nel 2008; slalom speciale nel 2009; slalom gigante nel 2012; supergigante, slalom gigante nel 2013)
  - 9 bronzi (slalom gigante nel 2007; slalom gigante nel 2010; slalom speciale, supercombinata nel 2012; slalom speciale nel 2013; supergigante nel 2015; supergigante nel 2016; supergigante nel 2019; supergigante nel 2022)